# Спринг Вали (округ Сан Дијего, Калифорнија)
Спринг Вали (енгл. Spring Valley, San Diego County) насељено је место без административног статуса у америчкој савезној држави Калифорнија.

## Демографија
По попису из 2010. године број становника је 28.205, што је 1.542 (5,8%) становника више него 2000. године.
| Група             | 2000.          | 2010.          |
| Белци             | 15.592 (58,5%) | 12.924 (45,8%) |
| Афроамериканци    | 2.730 (10,2%)  | 3.131 (11,1%)  |
| Азијати           | 1.276 (4,8%)   | 1.660 (5,9%)   |
| Хиспаноамериканци | 5.726 (21,5%)  | 9.196 (32,6%)  |
| Укупно            | 26.663         | 28.205         |